# Țuțulîn, Cosău
Țuțulîn (în ucraineană Цуцулин) este un sat în comuna Traci din raionul Cosău, regiunea Ivano-Frankivsk, Ucraina.

## Demografie
Componența lingvistică a localității Țuțulîn
     Ucraineană (100%)
Conform recensământului din 2001, toată populația localității Țuțulîn era vorbitoare de ucraineană (100%).